# 博爾松區
10°21′45″N 85°27′00″W / 10.36250°N 85.45000°W
博爾松區（西班牙語：Bolsón），是哥斯達黎加的行政區，位於該國西北部瓜納卡斯特省，由聖克魯斯縣負責管轄，面積30平方公里，海拔高度10米，2013年人口1,872人，人口密度每平方公里62人。